# Зисо Дельовски
Зисо Дельовски (на гръцки: Ζήσης Δελιόπουλος; на македонска литературна норма: Зисо Дељовски) е гръцки партизанин и деец на СНОФ и НОФ.

## Биография
Роден е в костурското село Добролища. Става член на ГКП. Арестуван е и е затворен в Акронавлия. След разгрома на Гърция от Германия е освободен през юни 1941 година, след като се обявява за българин. През 1946 година става ръководител в комитета на НОФ за Костурско. Капитан от Демократичната армия на Гърция през Гражданската война. Умира през 1981 година в Скопие.